# Kim Hi T’aek
Kim Hi T’aek, również Kim Hi Thaek (kor. 김철만, ur. 20 kwietnia 1935, zm. 17 marca 2023) – północnokoreański polityk. Ze względu na przynależność do najważniejszych gremiów politycznych Korei Północnej, uznawany za członka elity władzy KRLD.

## Kariera
Kim Hi T’aek urodził się 20 kwietnia 1935 roku. Niewiele wiadomo na temat jego kariery w aparacie państwowym przed końcem lat 70. XX wieku. Wtedy to w listopadzie 1979 roku został partyjnym sekretarzem niższego szczebla w Zakładach Mechanicznych Przemysłu Górniczego w stolicy Korei Północnej, Pjongjangu. W lutym 1980 rozpoczął pracę w regionalnej administracji w powiecie Kapsan w prowincji Ryanggang, gdzie objął stanowisko wicedyrektora Wydziału Zarządzania Przemysłem. W lipcu 1982 roku wrócił do Pjongjangu, gdzie został sekretarzem Komitetu Miejskiego Partii Pracy Korei. Cztery lata później, w lipcu 1986 uhonorowany tytułem „Bohatera Robotniczego” oraz Orderem Flagi Narodowej I klasy. W tym samym roku, w październiku został sekretarzem PPK w należącej do Pjongjangu dzielnicy P'yŏngch'ŏn.
Od stycznia 2001 pierwszy wiceprzewodniczący partyjnej Komisji Kontroli Polityki Ekonomicznej. W październiku tego samego roku mianowany pierwszym wicedyrektorem Wydziału Przemysłu Lekkiego w Komitecie Centralnym PPK. Deputowany Najwyższego Zgromadzenia Ludowego KRLD, parlamentu KRLD, w XI kadencji (tj. od września 2003 do marca 2009 roku).
Od marca 2009 przewodniczący Komitetu Prowincjonalnego Partii Pracy Korei w prowincji Ryanggang (poprzednik: Kim Kyŏng Ho). Funkcję tę pełni do dziś. Podczas 3. Konferencji Partii Pracy Korei 28 września 2010 roku po raz pierwszy zasiadł w Komitecie Centralnym PPK.
Po śmierci Kim Dzong Ila w grudniu 2011 roku, Kim Hi T’aek znalazł się na 53. miejscu w 233-osobowym Komitecie Żałobnym. Świadczyło to o formalnej i faktycznej przynależności Kim Hi T’aeka do grona kierownictwa politycznego Koreańskiej Republiki Ludowo-Demokratycznej. Według specjalistów, miejsca na listach tego typu określały rangę polityka w hierarchii aparatu władzy.

## Odznaczenia
Odznaczony Orderem Kim Ir Sena (marzec 2002), ponadto kawaler Orderu Kim Dzong Ila (luty 2012).